# Arjassaare
Arjassaare – wieś w Estonii, w prowincji Viljandi, w gminie Kõo.